# 1622
1622 (MDCXXII) a fost un an comun al calendarului gregorian, care a început într-o zi de sâmbătă.

## Nașteri
- 15 ianuarie: Jean-Baptiste Poquelin (Molière), scriitor francez de teatru, director și actor (d. 1673)

## Decese
- 5 martie: Ranuccio I Farnese, Duce de Parma, 52 ani (n. 1569)